# Resogun
Resogun est un jeu vidéo de type shoot 'em up développé par Housemarque et édité par Sony Interactive Entertainment, sorti à partir de 2013 sur PlayStation 3, PlayStation 4 et PlayStation Vita.

## Accueil
- GameSpot : 8/10[2]
- GamesRadar+ : 3,5/5[3]
- IGN : 9/10[4]
- Jeuxvideo.com : 16/20[5]